# Ruffo di Calabria

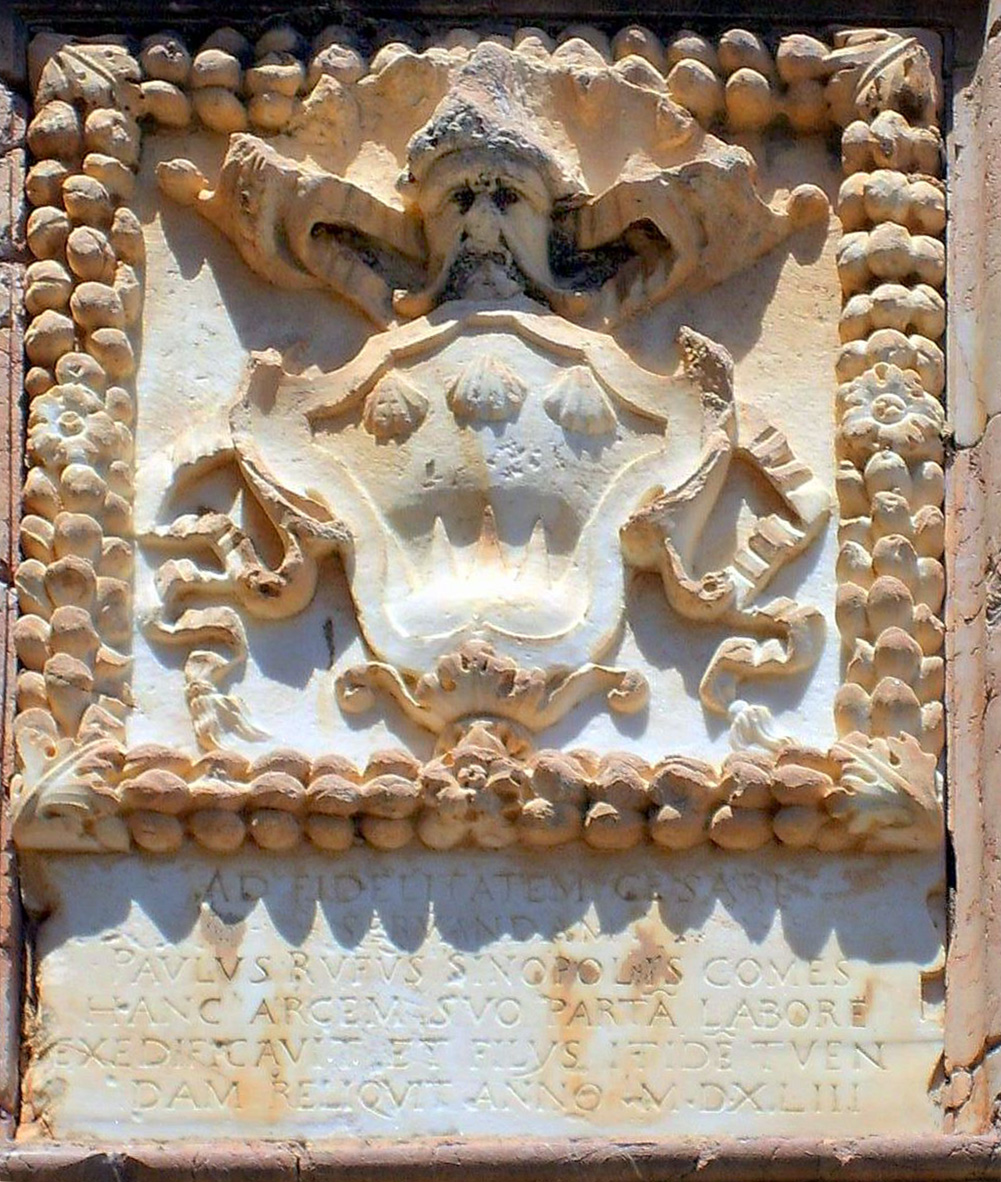
het wapenschild van het Huis Ruffo

Wapen Ruffo di Calabria

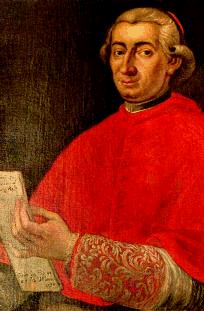
Kardinaal Fabrizio Ruffo di Calabria, een van de vele hoge geestelijken uit de familie

Ruffo di Calabria is een Italiaans adellijk geslacht.

## Geschiedenis
Deze Italiaanse adellijke familie bestaat al sinds de 12de eeuw, en behoort tot de Italiaanse bloedadel. De familie stamt af van Sigerio Ruffo en had nauwe banden met het Vaticaan, met onder haar leden vier kardinalen en drie aartsbisschoppen. Later leverde de familie ook de nodige hofdames en andere hofdignitarissen. Sommige van haar leden werden gouverneur van Calabrië en vice-koning van Calabrië en van de Abruzzen.
De Italiaanse familie voert de titels van prins Ruffo di Calabria, prins van Scilla, prins van Palazzolo, markies van Licodia, hertog van Guardia Lombardije, graaf van Nicotera, graaf van Sinopoli, baron van Calanna en Crispano en heer van Alia. Ze voeren een wapenschild met pinnen en drie sint-jakobsschelpen, met daarachter een groot baldakijn en een kroon; hun motto is omnia bene.
De familie werd bekend dankzij Paola Ruffo di Calabria, koningin der Belgen, dochter van Fulco VIII.

## Bekende leden
- Sigerio Ruffo, maarschalk van Sicilia - 1250
- Fulco VII Beniamino Tristano, Ruffo di Calabria (Genua, 9 juli 1848 - Napels, 28 april 1901), gehuwd met Laura Mosselman du Chenoy
  - Fulco VIII Antonio Francesco Benjamino, Prins Ruffo di Calabria (Napels, 12 augustus 1884 - Marina di Massa, 23 augustus 1946); gehuwd met  Luisa Gazelli (Turijn, 19 mei 1896 - Rome, 27 april 1989)
    - Fabrizio Beniamino Ruffo di Calabria (Rome, 6 december 1922 - Rome, 11 oktober 2005)
      - Fulco IX (Buenos Aires, 29 juli 1954), prins Ruffo di Calabria, 18de graaf Sinopoli (1946), 14de hertog van Guardia Lombardije (1946), 19de markies van Licodia (1975), 14de prins van Palazzolo (1975) en 14de prins van Scilla (1975)

    - Paola Ruffo di Calabria; zesde koningin der Belgen, gehuwd met Albert II, afgetreden koning der Belgen

## Provencaalse enBrugsetak van de familie Ruffo
In de veertiende eeuw vertrok Roger Ruffo di Calabria naar de Provence. Zijn familie kocht de heerlijkheid de Bonneval bij Aix-en-Provence en het domein De la Fare bij Marseille. Ze droegen voortaan de lange naam Ruffo de Bonneval de la Fare des comtes de Sinopoli de Calabre. 
In 1791 emigreerde markies Pierre Ruffo de Bonneval (1776-1856) en diende als fregatkapitein in het leger van de prinsen, de broers van Lodewijk XVI. Hij keerde naar Frankrijk terug onder het keizerrijk. Hij bekwam in 1806 een vonnis waarbij zijn verfranste naam 'de Roux' opnieuw gewijzigd werd in 'Ruffo' en trouwde dat jaar met een dochter de Montgrand de la Napoule. Hij en zijn nazaten leefden nadien opnieuw adellijk. 
Hun zoon, Pierre Edmond Vincent-de-Paul Ruffo de Bonneval (1807-1881), trouwde in 1843 in Rijsel met Marie-Thérèse André van Rode (1814- ). Ze hadden als kinderen:
- Pierre Marie Gabriel (°1843) (zie hierna)
- Marie (°1846)
- Sixte (°1852) (zie hierna)
- Paul (°1856)
- Claire (°1857) (zie hierna).

De twee oudste werden in Rijsel geboren, de drie volgende in Saint-Julien (Provence). In 1870 verhuisde het gezin naar Doornik en in 1874 werd het in de Moerstraat 38 in Brugge ingeschreven. In 1876 verhuisde het naar het Jonghof, Sint-Jorisstraat 33. 

## Belgische adel
- Pierre Marie Gabriel Ruffo de Bonneval de la Fare des comtes de Sinopoli de Calabre (Rijsel, 26 oktober 1843 - Mariembourg, 17 juli 1933) trouwde in 1876 met Désirée de Kerchove de Denterghem (1853-1914). Ze kregen vier kinderen. In 1878 werd hij tot Belg genaturaliseerd en werd burgemeester van Nokere. In 1902 werd hij opgenomen in de Belgische adel, met de titel markies, overdraagbaar bij eerstgeboorte.
  - Sixte Ruffo de Bonneval (1883-1932), burgemeester van Nokere, trouwde met Geneviève de Kerchove de Denterghem (1883-1944). Ze kregen vier zoons.
    - Jean Ruffo de Bonneval (1912-1970) trouwde met Ghislaine Gillès de Pelichy (1913-2010), dochter van senator Charles Gillès de Pelichy. Ze hadden vier dochters. Jean was de laatste mannelijke naamdrager van deze familietak, die bij zijn dood uitdoofde.
    - Marc Ruffo de Bonneval (1914-1980) trouwde in 1941 met Marie-Thérèse de Bois d'Aische (1918-1976). Ze kregen zeven kinderen, met afstammelingen tot heden.
    - Jacques Ruffo de Bonneval (1918-2009) trouwde in 1944 met Anne-Marie de Geradon (1923-2014). Ze kregen vijf kinderen, met afstammelingen tot heden.
- Sixte Ruffo de Bonneval (1852-1915) trouwde in 1875 met Leonie Delvaux (1856-1934). Ze bleven in Brugge wonen. Sixte was bijzonder geïnteresseerd in fotografie. Hij werd de eerste voorzitter van de in 1887 gestichte Cercle photographique de Bruges. Hij werd niet, zoals zijn broer, in de Belgische adel opgenomen.
- Claire Ruffo de Bonneval (1857-1923) trouwde in 1879 met Leon Coppieters (1855-1931). Hij was gemeenteraadslid en gedurende vijfendertig jaar schepen van Loppem. Zowel in Loppem als in Brugge was hij actief in sociale werken, vooral in het stichten van maatschappijen van onderlinge bijstand, pensioenkassen en ziekenbonden. Hij was ook in de hele streek een actief bestuurder en voorzitter van de Boerengilde. Van 1912 tot 1921 was hij provincieraadslid. Ze kregen negen kinderen, met talrijke afstammelingen.

## Andere leden
- Tomasso Ruffo di Calabria, kardinaal.
- Fabrizio Ruffo di Calabria, kardinaal, minister van Defensie (Napels).
- Luigi, Kardinaal Ruffo di Calabria (1750-1832), apostolisch nuntius in Toscane en Oostenrijk, kardinaal-priester sinds 23 februari 1801, aartsbisschop van Napels.
- Fulco Luigi, Kardinaal Ruffo di Calabria (Palermo, 6 april 1840 - Rome, 29 mei 1895), kamerheer van de paus, apostolisch nuntius in Beieren, grootmeester van de Heilige Apostolische Paleizen, kamerheer van het Heilig College der Kardinalen.